# (11625) Francelinda
(11625) Francelinda (1996 UL1) – planetoida z pasa głównego asteroid okrążająca Słońce w ciągu 5,3 lat w średniej odległości 3,04 j.a. Odkryta 20 października 1996 roku.